# Hydrocyphon subcelatus
Hydrocyphon subcelatus es una especie de coleóptero de la familia Scirtidae.

## Distribución geográfica
Habita en Megalaya (India).